# 氟离子透入
氟离子透入，又称氟透，是一种主要针对学龄前儿童及小学生牙齿保健的方法。

## 使用过程
使用时，往往几人一组，围站在氟离子透入防龋仪旁，口中含住沾有氟化钠溶液的齿托。通电后，使用者会感到奇特味道或电刺激感，并伴随唾液大量分泌，需不时吐出。一般持续5分钟左右结束。

## 原理
氟离子透入防龋仪的工作原理是利用直流脉冲电流，对氟化钠进行电解，电解出的氟离子透过牙齿形成氟磷灰石，促进釉质矿化，以降低其溶解度。同时，控制口腔内部的乳酸杆菌数量，阻挡致龋菌的糖酵解。

## 效果
这种方法具有效率高、不会引起其他并发症、无创伤、避免交叉感染等特征，儿童患者更容易接受。

## 争议
“氟透”存在着一定的危害，各国普遍明确规定儿童不许用含氟物，含氟物的使用可能对儿童身体发育产生永久性损伤。